# Schoibernberg
Der Schoibernberg ist ein 883 m ü. A. hoher Berg am Alpennordrand bei Oberhofen am Irrsee in Oberösterreich.

## Lage und Landschaft
Der Berg ist eine sanfte Kuppe, die sich nordöstlich über dem Irrsee erhebt. Er gehört zu den Mondseer Flyschbergen der Salzkammergutberge und bildet die nordwestliche Untergruppe der Berge zwischen Irrsee/Mondsee und Attersee, von denen sie durch die oberste Vöckla im Osten getrennt sind. Dort auf der anderen Seite liegen der Rehberg (Die Röten 819 m ü. A.) und die Nordwestausläufer des Glashüttenwalds.
Am nördlichen Nachbargipfel des Kogler Bergs (819 m ü. A.) enden die Alpen dann orographisch, und es folgt der Hausruck-und-Kobernaußerwald-Zug als Teil des Alpenvorlands.
Südwestlich zieht sich der Nebengipfel Gommersberg (806 m ü. A.) zum Irrsee.
Die Westflanke des Berges entwässert zum Mühlbach, der schon der Mattig und damit dem Inn zufließt, während die Vöckla und der Nössenbach am Nordabhang als Zufluss zur Traun geht. Zum Irrsee selbst – und damit zum Attersee–Mondsee-Einzugsgebiet – geht am Südwestabhang der Banngraben bei Laiter.
Um den Berg liegen als größere Orte Oberhofen nordwestlich, Laiter am Irrsee westlich und Zell am Moos im Südwesten, im Südosten befindet sich die Haslau. Die Salzburger Landesgrenze, die hier um Straßwalchen ostwärts ausbaucht, passiert nördlich bei Oberholz (Gegend Hüttenedt/Jagdhub an der Vöckla). 7 Kilometer nordwestlich liegt Straßwalchen, ebensoweit nordöstlich Frankenmarkt.

## Name
Bei G.M. Vischer 1667 findet sich hier vielleicht der Pergerhuet, wohl nach der Ortslage Berg am Fuß über Oberhofen, welches selbst seinen Namen vom Berg hat.
Der heute namengebende Ort Schoibern liegt auf dem Rücken zum Gommersberg. Diese Name erscheint schon 1787.

## Geologie
Der Berg gehört zur Zementmergelserie (Coniacium–Campanium, mittlere Oberkreide, ca. 90–70 Mio. Jahre alt) der Flyschzone, südlich am Gommersberg und nördlich zum Koglerberg liegt Altlengbach-Formation (Maastrichtium–Thanetium, Wende Kreide/Paläozän, 70–50 Mio. Jahre). Diese tektonische Diskordanz führt geradlinig bis Straß im Attergau und ist eine von mehreren am Nordrand der Mondsee–Attersee-Flyschberge. Sie findet sich auch beim Irrsberg auf der anderen Irrseeseite.
Das Mondseeland wurde von einer Zunge des Traungletschers ausgefurcht, dessen Endmoränen am Krenwald und Kobernaußerwald liegen.
In der Mindel- (vor um 450.000 Jahren) und Riß-Kaltzeit (vor etwa 200.000 Jahren) waren Koglerberg–Schoibernberg wie auch Irrsberg typische Nunataks, aus der Eismasse herausragende Felsinseln.
Den ganzen Westfuß entlang auf etwa 500–650 m ü. A. verlaufen die jüngeren Riß-Randmoränen des Irrseegletschers, desgleichen auch in der Haslau und weiter zum südlich liegenden Lackenberg. Bei Schoibern auf etwa 700 m liegt die höhere Mindel-Moräne.

## Erschließung
Der Berg ist von allen Seiten leicht zu ersteigen: markierte Routen über Forststraßen führen vom Gommersberg südwestlich herüber, der vom See und der Haslau erreichbar ist, über Obernberg bei Oberhofen und von Angern an der Vöckla über Jagdhub. Die drei Wege führen auf eine Forststraße, die den Gipfel auf um die 800 m ü. A. umläuft. Auf den bewaldeten Gipfel selbst führen diverse kleine Forstwege und Steige.